# مرسه پونس
مرسه پونس (کاتالونیایی: Mercè Pons؛ زادهٔ ۴ ژوئن ۱۹۶۶) بازیگر تئاتر و سینما اهل اسپانیا است. وی سال‌ها با جوزب ماریا فلوتاتس کار کرد و به گفته خودش، تکنیک و دقت در صحنه را از او آموخت.
از فیلم‌ها یا مجموعه‌های تلویزیونی که وی در آن‌ها نقش داشته‌است، می‌توان به والنتین اشاره نمود.